# Sibovia occaminis
Sibovia occaminis är en insektsart som beskrevs av Young 1977. Sibovia occaminis ingår i släktet Sibovia och familjen dvärgstritar. Inga underarter finns listade i Catalogue of Life.